# Bachi
Pour les articles homonymes, voir Bonnet.

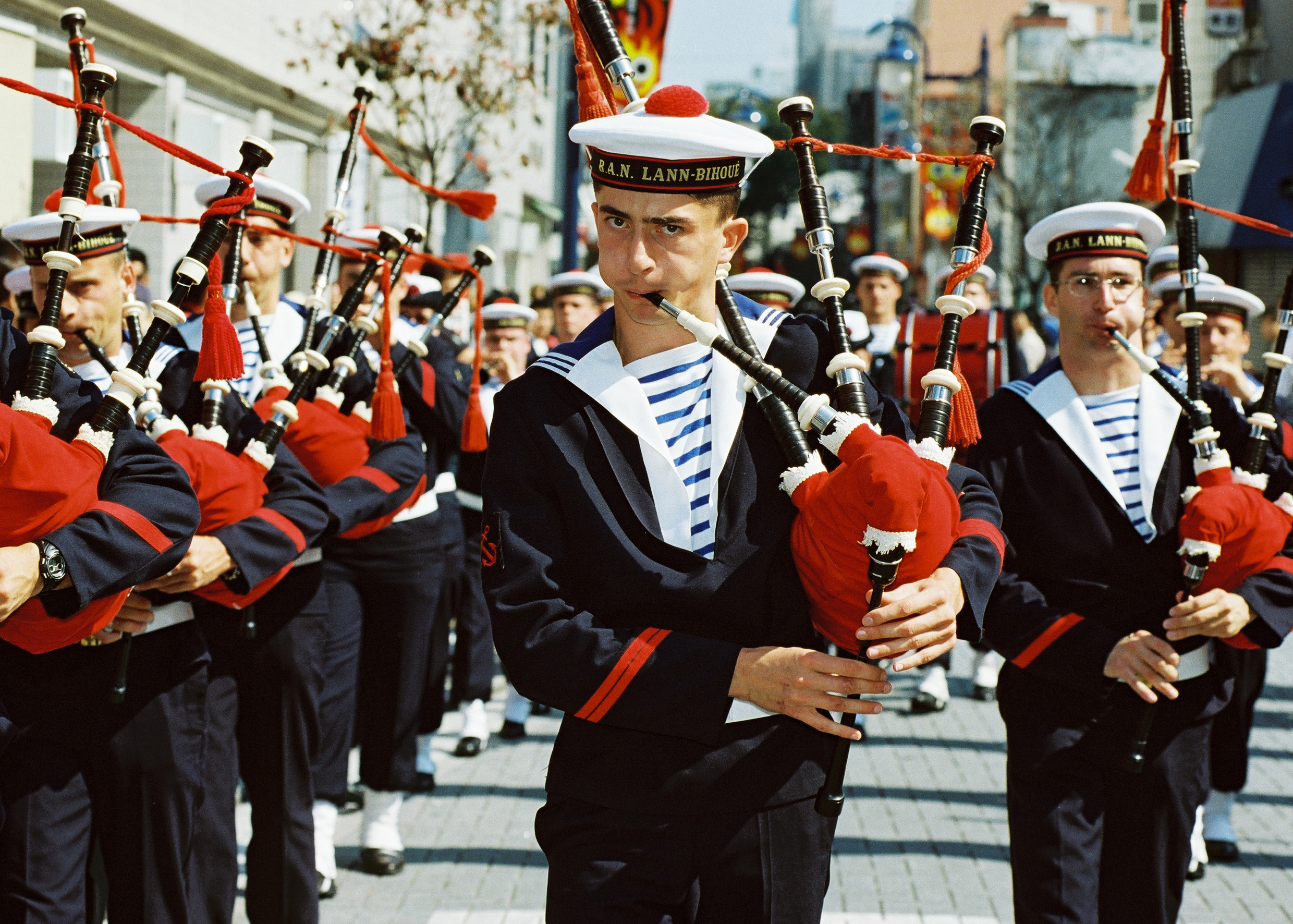
Bachi d'apparat du bagad de Lann-Bihoué.

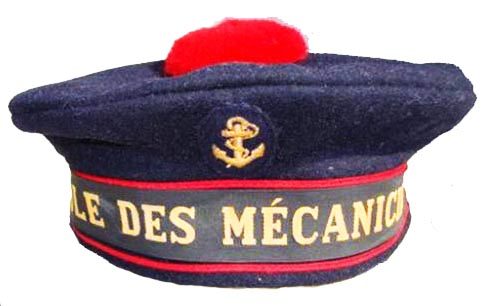
Bachi de l'école des mécaniciens.

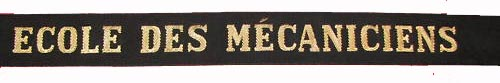
Ruban légendé du bachi de l'école des mécaniciens de la Marine.

Dans l'argot maritime français, un bachi — parfois « bâchi, bâchis » ou « bachis » — désigne un bonnet de marin, couvre-chef en drap de laine bleu foncé porté par les mousses, matelots et quartiers-maîtres de la marine française. De tels bonnets existent dans les marines militaires de plusieurs pays, mais seule la marine française les surnomme « bachi ». Le bachi est traversé de droite à gauche par un lacet de coton blanc appelé « jugulaire » qui permet à la fois d'éviter qu'il ne s'envole avec le vent et de reconnaître le personnel en service ou en armes, qui portait son bachi « jugulaire au menton ». La ceinture du bachi est bleue, bordée de deux liserés rouges entre lesquelles se place le ruban légendé qui indique soit le nom du navire, soit celui de la base ou de l'unité dans laquelle sert le matelot.
Jusqu'à l'année 1988, dans la marine nationale française, le bachi se portait avec la coiffe blanche l'été et sans coiffe blanche l'hiver ; depuis, il se porte toute l'année avec la coiffe blanche, comme couvre-chef d'apparat. En « tenue de service courant » il a été remplacé par des bonnets, des cagoules ou de petites casquettes selon le poste tenu.
Le cercle à l'intérieur du bachi est appelé « baleine » (il était, au XIXe siècle, façonné en fanon de cétacé) et aussi « pucelage » en argot marin ; il fut ultérieurement métallique, puis plastique.
Plusieurs marines de guerres surmontent le bonnet de marin d'une houppette appelée « pompon », qui peut être de couleurs différentes : il est rouge sur les bachis des marins camerounais, français, guinéens ou togolais, bleu clair sur celui des marins libanais, ou vert sur celui des marins sénégalais et mauritaniens. Le pompon du bachi des scouts marins français est bleu.

## Éléments d’histoire

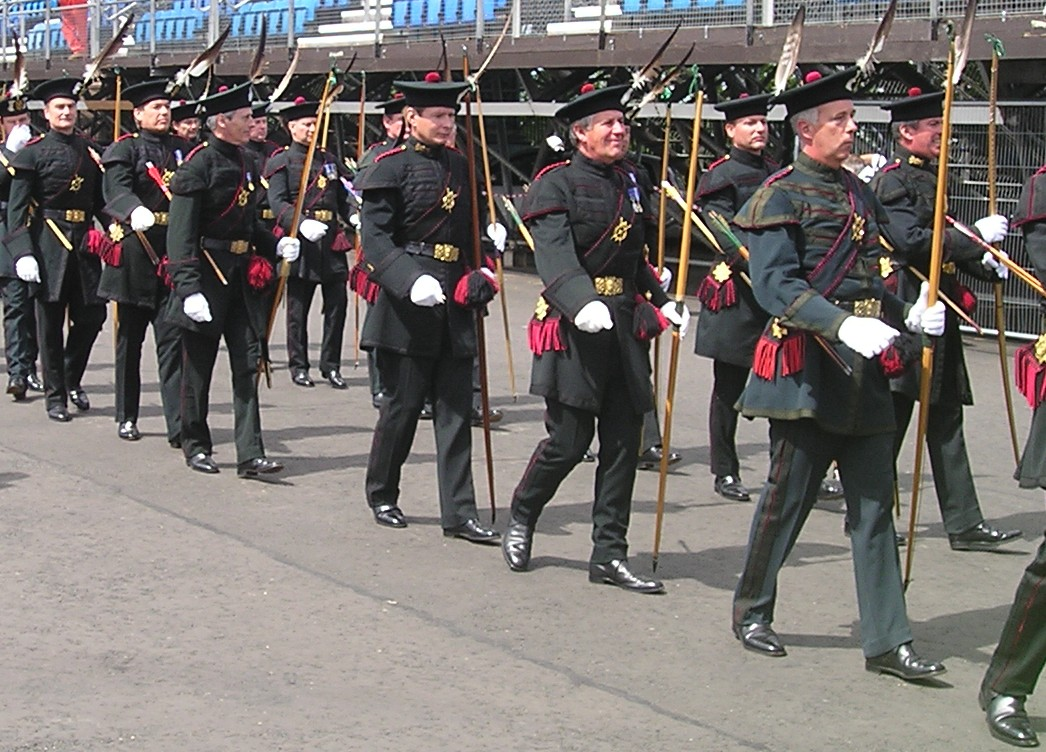
Bachi des archers du roi d'Écosse.

L'étymologie du mot « bachi » est turque et iranienne : başı, bachi signifiant « couvre-chef » et on suppose qu'il serait arrivé en français avec la flotte ottomane hivernant en rade de Toulon en 1543–1544, pendant l'alliance franco-ottomane, mais c'est un siècle plus tard que ce type de bonnet à pompon est adopté par les archers royaux écossais, y compris embarqués,.
Une croyance populaire veut que le pompon aurait initialement eu la fonction d'amortir les chocs lorsque les marins se cognaient la tête en circulant dans les batteries et les coursives de faible hauteur sous barrot. Il ne s'agit en fait que de l'une des nombreuses légendes relatives à cette houppette qui, en France, apparaît seulement dans les années 1840 à une époque où les conditions d'habitabilité des navires se sont déjà améliorées. Pour un besoin technique de finir le bonnet tricoté par le marin lui-même, ce dernier terminait le fond par « diminution » des fils de laine qu'il faisait ressortir : telle est l'origine du pompon. Un décret de la marine impériale française du 27 mars 1858 officialise le bachi et précise que les pompons doivent être de teinte « rouge-garance » pour être bien visibles. La tradition du « pompon porte-bonheur » pour les jeunes femmes qui le touchent est issue de l'esprit inventif du marin trouvant là un moyen de les approcher.

## Galerie

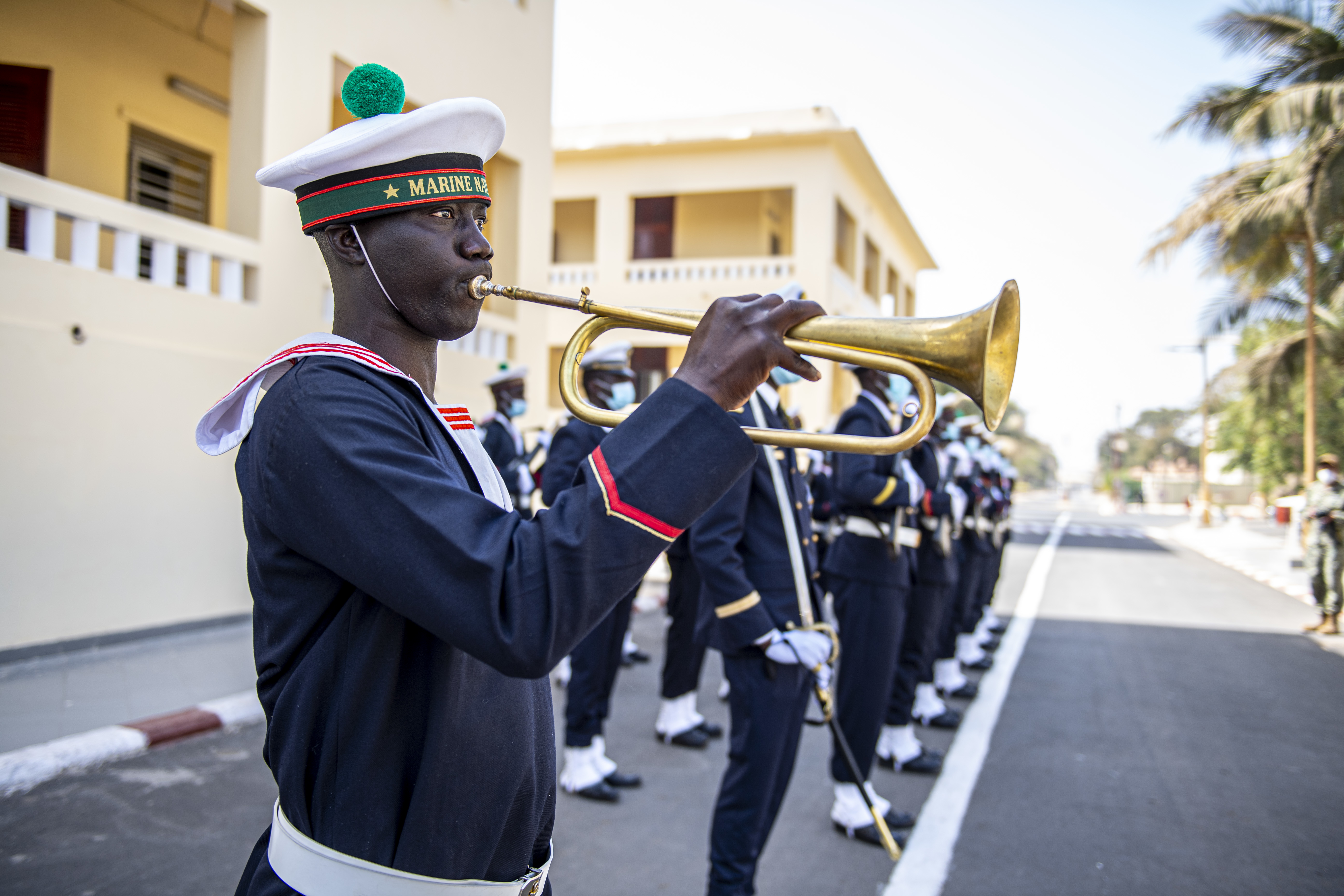
Les marins sénégalais portent des bachis à pompon vert.
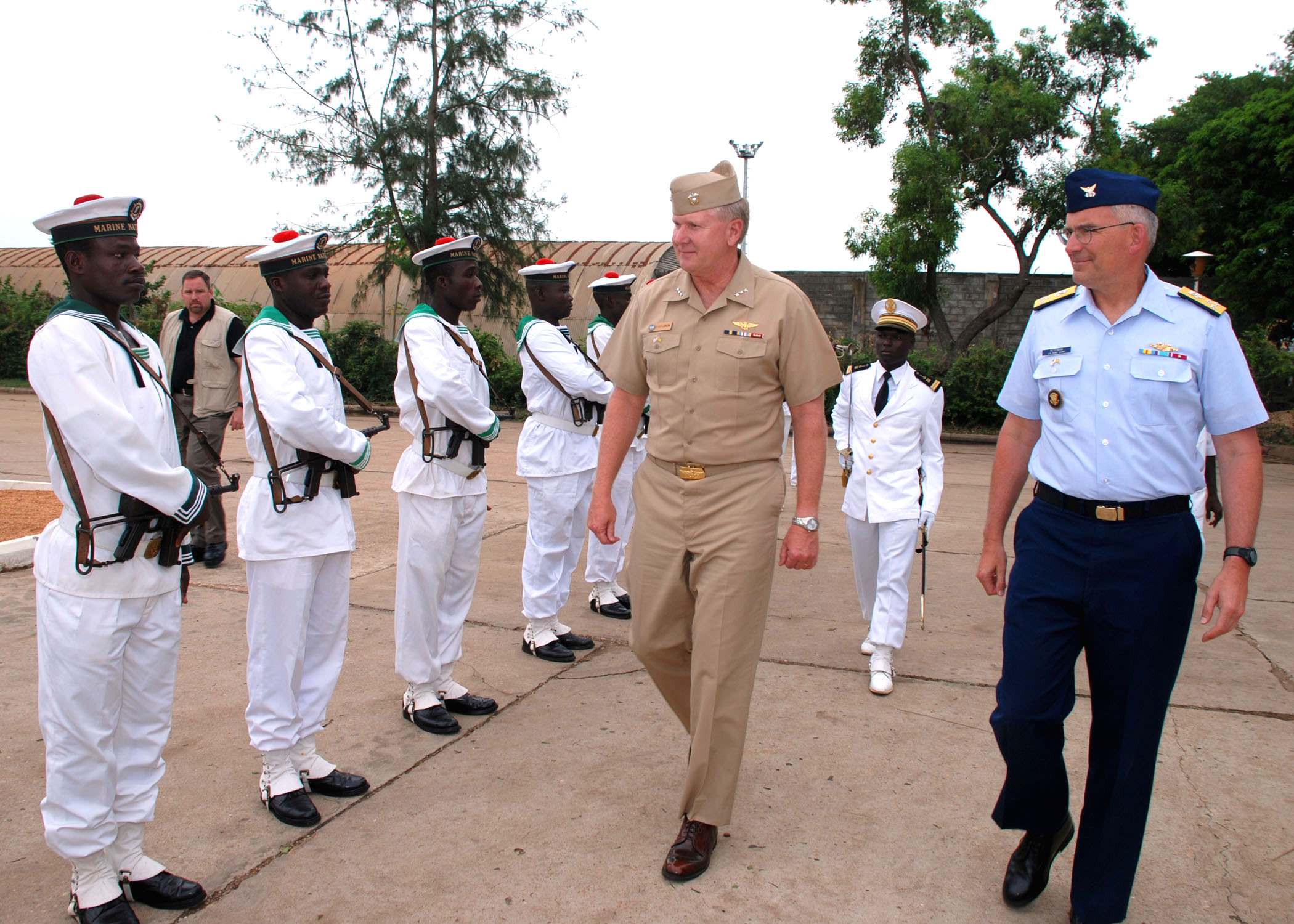
Garde d'honneur de la Marine nationale togolaise pour une visite d'officiers américains en 2007.
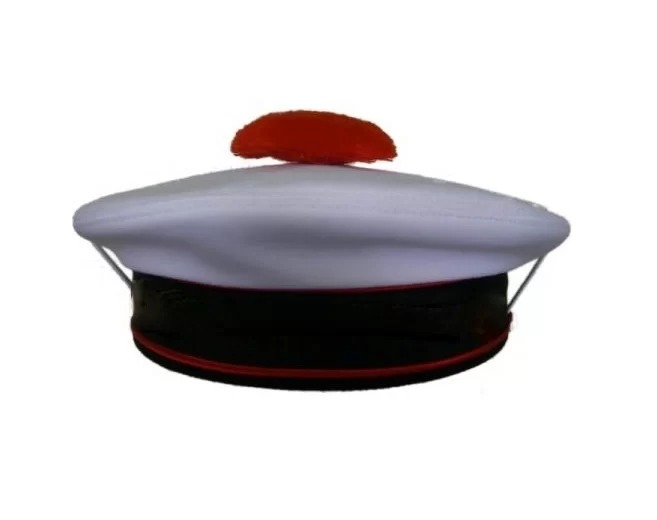
Un bachi décoratif sans signe distinctif.
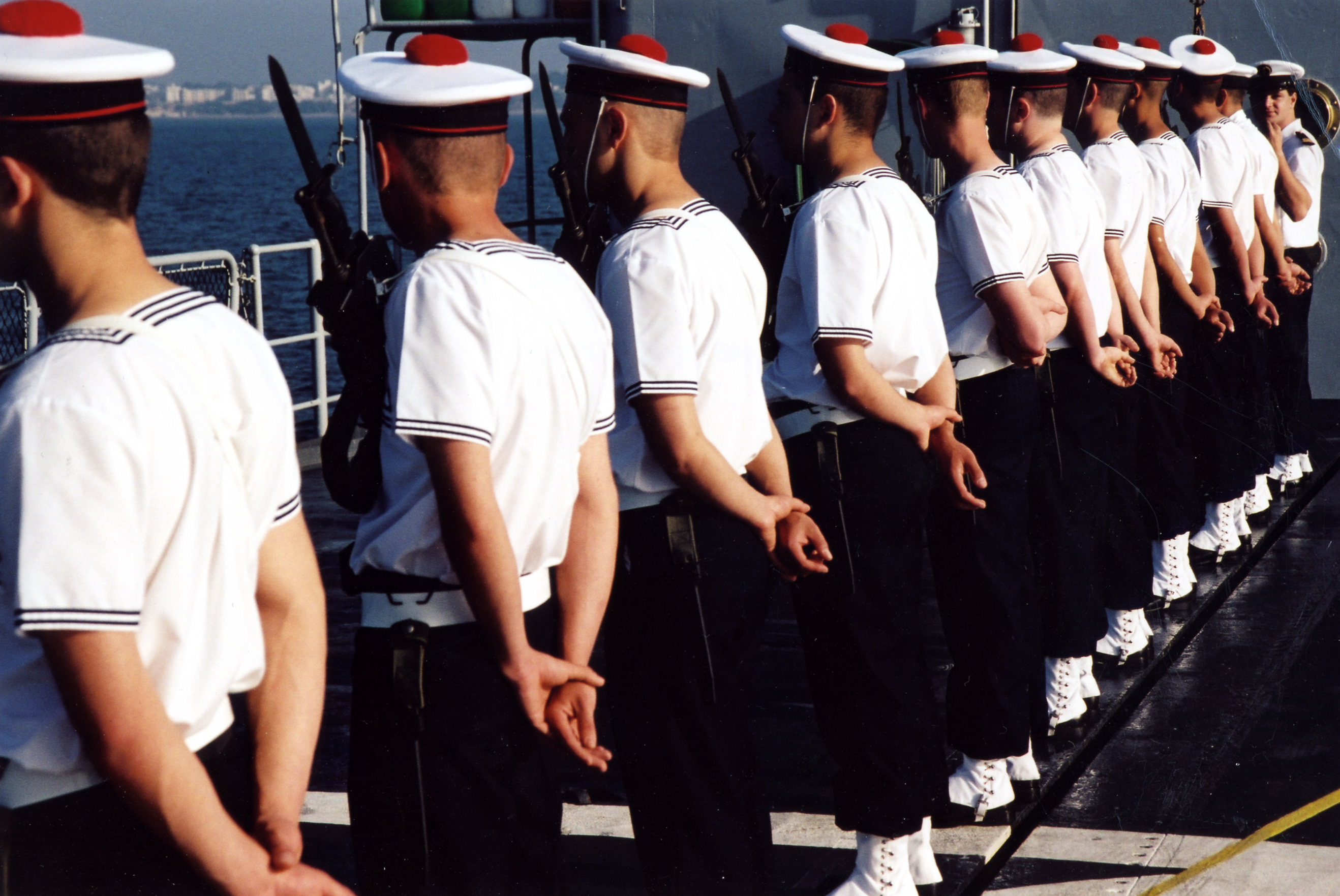
Quartiers-maîtres et matelot d'une garde d'honneur au « repos ».